# Federazione Internazionale di Ginnastica
La Federazione Internazionale di Ginnastica (in francese Fédération Internationale de Gymnastique, FIG; in inglese International Federation of Gymnastics, IFG) è l'organismo di governo mondiale della ginnastica agonistica.
Fondata il 23 luglio 1881 a Liegi (Belgio), ha sede dal 2008 a Losanna (Svizzera).
È la federazione sportiva più antica. Alla sua nascita si chiamava Fédération Européenne de Gymnastique (Federazione Europea della Ginnastica) e ve ne facevano parte Belgio, Francia e i Paesi Bassi. Nel 1921, con l'adesione dei primi paesi extraeuropei, assunse la denominazione attuale.
La FIG stabilisce i regolamenti, noti come codici di punteggio, che si applicano nella valutazione degli esercizi dei ginnasti. Le discipline regolate dalla FIG sono sei:
- Ginnastica per tutti
- Ginnastica artistica
- Ginnastica ritmica
- Trampolino elastico
- Ginnastica aerobica
- Ginnastica acrobatica

## Organizzazione
L'organizzazione conta:
- presidente e vice-presidenti
- il congresso, che si tiene con cadenza biennale,
- il comitato esecutivo
- il concilio
- 7 comitati tecnici (uno per disciplina, due per la ginnastica artistica che si differenzia tra maschile e femminile)

A tutto il 2007, la FIG contava 128 federazioni nazionali affiliate e 2 associate raggruppate in 4 unioni continentali:
- Unione Europea di Ginnastica per l'Europa
- Unione Panamaericana di Ginnastica per le Americhe
- Unione Asiatica di Ginnastica per l'Asia
- Unione Africana di Ginnastica per l'Africa

## Presidenti
Dalla fondazione ad oggi la Federazione ha avuto 9 presidenti.
| Numero | Nome                    | Paese                    | Inizio | Fine      | Note  |
| ------ | ----------------------- | ------------------------ | ------ | --------- | ----- |
| 1      | Nicolaas Cupérus        | Belgio                   | 1881   | 1924      | [ 5 ] |
| 2      | Charles Cazalet         | Francia                  | 1924   | 1933      | [ 5 ] |
| 3      | Adam Michal Zamoyski    | Polonia                  | 1933   | 1939      | [ 5 ] |
| 4      | Félix Goblet d'Alviella | Belgio                   | 1946   | 1956      | [ 5 ] |
| 5      | Charles Thoeni          | Svizzera                 | 1956   | 1966      | [ 5 ] |
| 6      | Arthur Gander           | Svizzera                 | 1966   | 1976      | [ 5 ] |
| 7      | Jurij Titov             | Unione Sovietica/ Russia | 1976   | 1996      | [ 5 ] |
| 8      | Bruno Grandi            | Italia                   | 1996   | 2016      | [ 6 ] |
| 9      | Morinari Watanabe       | Giappone                 | 2016   | in carica | [ 7 ] |